# Onze-Lieve-Vrouw-van-Fatimakapel (Ingber)

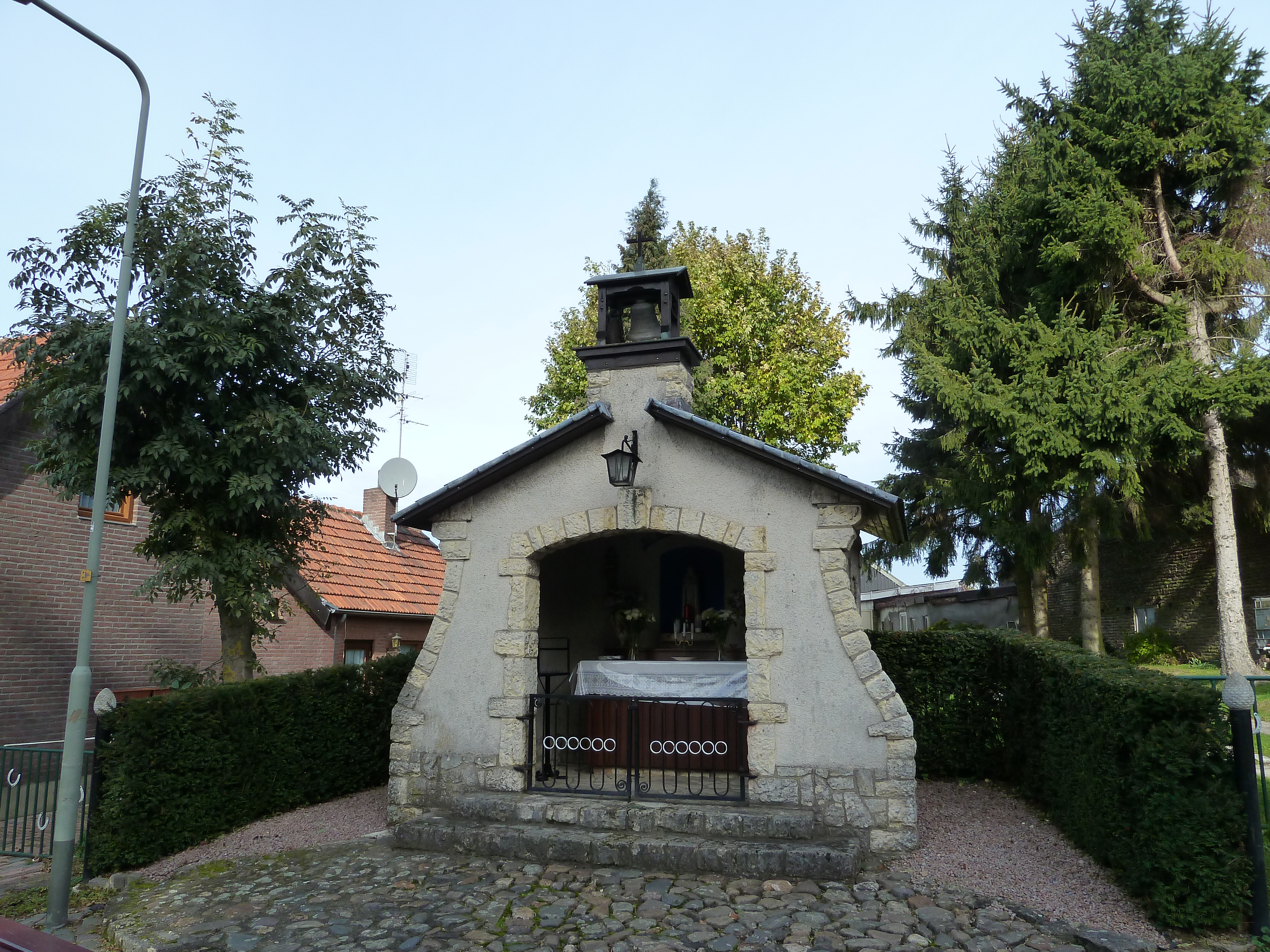
De Onze-Lieve-Vrouw-van-Fatimakapel

De Onze-Lieve-Vrouw-van-Fatimakapel is een wegkapel in Ingber in de Nederlands Zuid-Limburgse gemeente Gulpen-Wittem. De kapel staat midden in de plaats aan een splitsing van de wegen Lemmensstraat en Ingberdorpsstraat.
De kapel is gewijd aan Onze-Lieve-Vrouw van Fátima.

## Geschiedenis
In 1949 werd de kapel gebouwd na initiatief van F. Bastin en W. Peerboom en naar het ontwerp van architect H. Ackermans. Op 25 september 1949 werd de kapel ingezegend door deken Schneiders.

## Bouwwerk
De kapel wordt aan de voorzijde geflankeerd door twee paaltjes waarop een pijnappel met kruis is aangebracht, een perroen als het teken van het gerechtsgebied van de prins-bisschop van Luik. De open kapel is gebouwd met een rechthoekig plattegrond en wordt gedekt door een zadeldak. De gevels van de kapel zijn in lichte kleur grof gepleisterd, op een plint van ruw Kunradersteen en in de zijgevels is een rechthoekig venster met glas-in-lood aangebracht, omlijst met Kunradersteen. In de frontgevel bevindt zich de segmentboogvormige toegang, met erboven een lantaarn, die wordt afgesloten met een laag smeedijzeren hek. De frontgevel heeft verder gebogen gevelranden van Kunradersteen en wordt getopt door een klokkenstoel waarin een klokje hangt. Op het klokke is een tekst gegraveerd:

Hubertina Anna Maria, O.L.V. van Fatima beschermvrouwe, Ingber/Gulpen 25-9-46

Van binnen is de kapel eveneens in lichte kleur grof gepleisterd en tegen de achterwand is een altaar geplaatst. Boven het altaar staat op een console het beeld van Onze-Lieve-Vrouw van Fátima dat met haar handen gevouwen staat. Achter het beeld is een stukje van de achterwand blauw geschilderd. Het beeld wordt verder aan beide zijden geflankeerd door houten consoles waarop elk een knielend engeltje met de handen gevouwen geplaatst is. Boven het beeld is in blauwe metalen letters een tekst aangebracht: (BVO = bid voor ons)

Onze Lieve Vrouw van Fatima BVO